# کلمنتین چرچیل
کلمنتین چرچیل (انگلیسی: Clementine Churchill; ۱ آوریل ۱۸۸۵ – ۱۲ دسامبر ۱۹۷۷) سیاستمدار اهل بریتانیا بود.
وی همچنین برندهٔ جوایزی همچون نشان پرچم سرخ کار شده‌است.
کلمنتین اوگیلوی اسپنسر چرچیل، بارونس اسپنسر-چرچیل، GBE (اول آوریل ۱۸۸۵–۱۲ دسامبر ۱۹۷۷) همسر وینستون چرچیل، نخست‌وزیر انگلستان، و یک همسایه زندگی در نوع خود بود. در حالی که از نظر قانونی دختر سر هنری هوذیر است، خیانت شناخته شده مادرش و مشکوک به ناباروری او باعث می‌شود پدر و مادر پدری وی نامشخص باشد. او در سال ۱۹۰۴ با چرچیل ملاقات کرد و آنها ۵۶ سال ازدواج خود را در سال ۱۹۰۸ آغاز کردند. آنها ۵ فرزند با هم داشتند که یکی از آنها (به نام ماریگلد) در دو سالگی بر اثر بیماری سپسیس درگذشت. در طول جنگ جهانی اول، کلمانتین سفره خانه‌هایی را برای کارگران مهمات سازماندهی کرد و در طول جنگ جهانی دوم، او به عنوان رئیس صندوق کمک‌های صلیب سرخ به روسیه، رئیس انجمن مسیحیان زنان جوان درخواست تجدید نظر در زمان جنگ و رئیس بیمارستان زایمان برای همسران عمل کرد. افسران، فولمر تعقیب، باکس جنوبی. در طول زندگی خود عناوین زیادی به او اعطا شده بود که آخرین آن یک همسایه زندگی در پی مرگ همسرش در سال ۱۹۶۵ بود. در سالهای بعد، او چندین پرتره شوهرش را فروخت تا از این طریق بتواند از عهده تأمین مالی خود برآید. وی در سن ۹۲ سالگی در خانه خود در لندن درگذشت.